# David Buttolph
David Buttolph est un compositeur américain né le 3 août 1902 à New York, État de New York, et mort le 1er janvier 1983 à Poway (États-Unis).

## Filmographie

### Années 1930
- 1933 : Smoky d'Eugene Forde
- 1933 : Mr. Skitch
- 1933 : Suzanne, c'est moi ! (I Am Suzanne!) de Rowland V. Lee
- 1934 : David Harum
- 1934 : Sleepers East
- 1934 : Wild Gold
- 1934 : Les Nuits de New York (Now I'll Tell) d'Edwin J. Burke
- 1934 : Le Monde en marche (The World Moves On) de John Ford
- 1934 : Charlie Chan's Courage
- 1934 : Handy Andy
- 1934 : Shirley aviatrice (Bright Eyes) (non crédité)
- 1934 : Pursued (en)
- 1934 : Dos más uno dos
- 1935 : Notre petite fille (Our Little Girl)
- 1935 : Dante's Inferno
- 1935 : Orchids to You
- 1935 : Navy Wife
- 1935 : This Is the Life, de Marshall Neilan
- 1936 : Everybody's Old Man (en)
- 1936 : L'Espionne Elsa (Till We Meet Again) de Robert Florey
- 1936 : Les Chemins de la gloire (The Road to Glory) de Howard Hawks
- 1936 : Dortoir de jeunes filles (Girls Dormitory) d'Irving Cummings
- 1936 : Fossettes (Dimples)
- 1936 : Quatre Femmes à la recherche du bonheur (Ladies in Love)
- 1936 : Reunion
- 1936 : Le Pacte (Lloyds of London)
- 1937 : L'Amour en première page (Love Is News)
- 1937 : Nancy Steele a disparu (Nancy Steele Is Missing!)
- 1937 : L'Heure suprême (Seventh Heaven)
- 1937 : Week-end mouvementé (Fifty Roads to Town) de Norman Taurog
- 1937 : Heidi
- 1938 : Island in the Sky
- 1938 : Josette
- 1938 : Suez
- 1939 : Le Lien sacré (Made for Each Other)
- 1939 : Tout se passe la nuit (Everything Happens at Night) d'Irving Cummings
- 1939 : Les Trois Louf'quetaires (en)
- 1939 : Le Chien des Baskerville (The Hound of the Baskervilles)
- 1939 : Le Retour de Cisco Kid (Return of the Cisco Kid) de Herbert I. Leeds
- 1939 : Le Gorille (The Gorilla) d'Allan Dwan
- 1939 : Vers sa destinée (Young Mr. Lincoln)
- 1939 : Susannah of the Mounties
- 1939 : Hôtel pour femmes (Hotel for women)
- 1939 : Sherlock Holmes ou Les Aventures de Sherlock Holmes (The Adventures of Sherlock Holmes)
- 1939 : Le Père prodigue (Here I Am a Stranger) de Roy Del Ruth
- 1939 : Hollywood Cavalcade
- 1939 : Barricade (en)

### Années 1940
- 1940 : He Married His Wife
- 1940 : L'Oiseau bleu (The Blue Bird)
- 1940 : La Rançon de la gloire (Star Dust) de Walter Lang
- 1940 : Tanya l'aventurière (I Was an Adventuress) de 	Gregory Ratoff
- 1940 : Girl in 313
- 1940 : Les Quatre Fils (Four Sons)
- 1940 : Maryland
- 1940 : The Man I Married
- 1940 : Le Retour de Frank James (The Return of Frank James)
- 1940 : Public Deb No. 1
- 1940 : Brigham Young
- 1940 : Le Signe de Zorro (The Mark of Zorro)
- 1940 : Street of Memories
- 1940 : La Roulotte rouge ou La Belle écuyère (Chad Hanna)
- 1941 : Les Pionniers de la Western Union (Western Union)
- 1941 : A Very Young Lady de Harold D. Schuster
- 1941 : La Route du tabac (Tobacco Road)
- 1941 : Scotland Yard
- 1941 : The Bride Wore Crutches
- 1941 : For Beauty's Sake
- 1941 : Man at Large
- 1941 : Sous le ciel de Polynésie (Bahama Passage) d'Edward H. Griffith
- 1941 : L'Étang tragique (Swamp Water)
- 1941 : Adieu jeunesse (Remember the Day)
- 1942 : Lady for a Night
- 1942 : Castle in the Desert
- 1942 : La Blonde de mes rêves (My Favorite Blonde)
- 1942 : La Péniche de l'amour (Moontide)
- 1942 : Tueur à gages (This Gun for Hire)
- 1942 : The Mad Martindales
- 1942 : Whispering Ghosts (en) d'Alfred L. Werker
- 1942 : Sacramento (In Old California)
- 1942 : A-Haunting We Will Go
- 1942 : La Sentinelle du Pacifique (Wake Island)
- 1942 : Far West (American Empire)
- 1942 : Berlin Correspondent (en)
- 1942 : Street of Chance de Jack Hively
- 1942 : Pilotes de chasse (Thunder Birds)
- 1943 : Aventure en Libye (Immortal Sergeant)
- 1943 : Requins d'acier (Crash Dive)
- 1943 : My Friend Flicka
- 1943 : Bomber's Moon
- 1943 : Corvette K-225
- 1943 : Guadalcanal (Guadalcanal Diary) de Lewis Seiler
- 1944 : The Sullivans
- 1944 : Buffalo Bill
- 1944 : Hitler et sa clique (The Hitler Gang) de John Farrow
- 1944 : Voyage sans retour (Till We Meet Again)
- 1944 : Le Grand Boum (The Big Noise)
- 1944 : Le Combattant (The Fighting Lady)
- 1945 : Circumstantial Evidence (en)
- 1945 : Laurel et Hardy toréadors (The Bullfighters)
- 1945 : La Grande Dame et le Mauvais Garçon (Nob Hill)
- 1945 : Junior Miss
- 1945 : The Caribbean Mystery
- 1945 : Within These Walls
- 1945 : La Maison de la 92e rue (The House on 92nd Street)
- 1945 : L'assassin rôde toujours (The Spider) de Robert D. Webb
- 1946 : Shock
- 1946 : Claudia et David
- 1946 : Johnny Comes Flying Home (en)
- 1946 : Strange Triangle
- 1946 : Quelque part dans la nuit (Somewhere in the Night)
- 1946 : It Shouldn't Happen to a Dog (en)
- 1946 : Maman déteste la police (Home Sweet Homicide), de Lloyd Bacon
- 1946 : La Poursuite infernale (My Darling Clementine)
- 1947 : 13 Rue Madeleine
- 1947 : La Pièce maudite (The Brasher Doubloon)
- 1947 : Boomerang (Boomerang!)
- 1947 : La Rose du crime (Moss Rose) de Gregory Ratoff
- 1947 : Le Carrefour de la mort (Kiss of Death)
- 1947 : La Fière Créole (The Foxes of Harrow)
- 1947 : Embrassons-nous (I Wonder Who's Kissing Her Now) de Lloyd Bacon
- 1948 : Ombres sur Paris (To the Victor)
- 1948 : La Corde (Rope)
- 1948 : Smart Girls Don't Talk (en)
- 1948 : La Mariée du dimanche (June bride)
- 1948 : Broadway mon amour (Give My Regards to Broadway) de Lloyd Bacon
- 1949 : John Loves Mary
- 1949 : La Fille du désert (Colorado Territory)
- 1949 : One Last Fling
- 1949 : Vénus devant ses juges (The Girl from Jones Beach)
- 1949 : Roseanna McCoy
- 1949 : The Story of Seabiscuit

### Années 1950
- 1950 : Montana
- 1950 : Pilote du diable (Chain Lightning)
- 1950 : The Daughter of Rosie O'Grady
- 1950 : Le Cavalier au masque (Return of the Frontiersman)
- 1950 : La Petite (Pretty Baby)
- 1950 : Three Secrets
- 1951 : La Femme à abattre (The Enforcer)
- 1951 : The Redhead and the Cowboy (en)
- 1951 : Une corde pour te pendre (Along the Great Divide)
- 1951 : Fighting Coast Guard
- 1951 : Fort Worth
- 1951 : Une place au soleil (A Place in the Sun)
- 1951 : Dix de la légion (Ten Tall Men)
- 1951 : Duel sous la mer (Submarine Command)
- 1952 : L'Étoile du destin (Lone Star)
- 1952 : La Reine du hold-up (This Woman Is Dangerous)
- 1952 : Talk About a Stranger
- 1952 : About Face
- 1952 : The Sellout
- 1952 : Carson City
- 1952 : The Winning Team
- 1952 : My Man and I
- 1953 : La Taverne des révoltés (The Man Behind the Gun) de Felix E. Feist
- 1953 : L'Homme au masque de cire (House of Wax)
- 1953 : The System (en)
- 1953 : Le Bagarreur du Pacifique (South Sea Woman) de Arthur Lubin
- 1953 : The Beast from 20,000 Fathoms
- 1953 : La Trahison du capitaine Porter (Thunder Over the Plains)
- 1953 : La Blonde du Far-West (Calamity Jane)
- 1954 : Crime Wave
- 1954 : Le Fantôme de la rue Morgue (Phantom of the Rue Morgue)
- 1954 : Le Cavalier traqué
- 1954 : Le Secret des Incas (Secret of the Incas)
- 1954 : Terreur à l'ouest (The Bounty Hunter) de André de Toth
- 1954 : Long John Silver
- 1955 : The Adventures of Long John Silver (série TV)
- 1955 : Crimes sans châtiment (Kings Row) (série TV)
- 1955 : Casablanca (série TV)
- 1955 : L'Enfer de Diên Biên Phu
- 1955 : La Peur au ventre (I Died a Thousand Times)
- 1955 : Dix Hommes pour l'enfer (Target Zero) de Harmon Jones
- 1956 : Le Justicier solitaire (The Lone Ranger)
- 1956 : The Steel Jungle
- 1956 : Santiago
- 1956 : Un cri dans la nuit (A Cry in the Night) de Frank Tuttle
- 1956 : Collines brûlantes (The Burning Hills)
- 1956 : Noah's Ark (série TV)
- 1957 : Les Loups dans la vallée (The Big Land)
- 1957 : The D.I.
- 1957 : Sugarfoot (série TV)
- 1957 : La Grande Caravane (Wagon Train) (série TV)
- 1958 : En patrouille (The Deep Six)
- 1958 : Onionhead
- 1958 : Shirley Temple's Storybook (en) (série TV)
- 1958 : 77 Sunset Strip (série TV)
- 1959 : Le Courrier de l'or (Westbound)
- 1959 : Les Cavaliers (The Horse Soldiers)
- 1959 : The Alaskans (série TV)
- 1959 : Aventures dans les îles (Adventures in Paradise) (série TV)

### Années 1960
- 1960 : Tonnerre sur Timberland (Guns of the Timberland)
- 1962 : Le Virginien (The Virginian) (série TV)
- 1963 : Patrouilleur 109 (PT 109)
- 1963 : The Man from Galveston